# Calcehtok
Calcehtok (se pronuncia Calquetok), es una localidad del estado de Yucatán, México, ubicada en el municipio de Opichén, aproximadamente a 55 km al suroeste de Mérida, la capital del estado. El yacimiento arqueológico maya precolombino de Oxkintok (municipio de Maxcanú) se encuentra a pocos kilómetros al oeste, suroeste de Calcehtok.

## Toponimia
El toponímico Calcehtok significa en idioma maya piedra de cuello de venado (cal, cuello; ceh, venado; tok, piedra o pedernal). El nombre fue atribuido por los lugareños debido a una piedra tallada con la representación del cuello de un venado, que fue encontrada en el lugar.

## Datos históricos
Calcehtok está enclavado en el territorio que fue la jurisdicción de los Tutul Xiúes antes de la conquista de Yucatán.
En 1847, fue escenario de cruentos combates durante la denominada guerra de Castas.

## Sitios de interés turístico
La población se integró durante la época de la colonia por los acasillados de la hacienda ganadera y henequenera que llevó el nombre de Calcehtok.
En las cercanías se encuentran las llamadas grutas de Calcehtok, un sistema complejo de cavernas conectadas que contienen atractivas formaciones geológicas, a las que se accede por un cenote y en las que han sido encontrados vestigios arqueológicos mayas de diversas épocas.

## Importancia histórica
Tuvo su esplendor durante la época del auge henequenero y emitió fichas de hacienda las cuales por su diseño son de interés para los numismáticos. Dichas fichas acreditan la hacienda como propiedad de Eusebio Escalante.